# قلعه شش برجی راونج
قلعه شش برجی راونج مربوط به دوره قاجار است و در شهرستان دلیجان، بخش مرکزی، روستای راونج واقع شده و این اثر در تاریخ ۱۰ دی ۱۳۸۱ با شمارهٔ ثبت ۶۹۷۹ به‌عنوان یکی از آثار ملی ایران به ثبت رسیده است.